# 瑪利歐醫生世界
《瑪利歐醫生世界》是一款發行在iOS和Android上的益智遊戲。本作是《瑪利歐》系列的第二款智慧型手機遊戲，在2019年7月10日正式上架，對應繁簡中文、日文、英文在內共11種語言。

## 概要
《瑪利歐醫生世界》繼承了《瑪利歐醫生》的主要玩法，遊戲中透過紅色、藍色及黃色膠囊，並將3個相同顏色的膠囊以橫向或縱向排列在一起，即能消滅病毒。在膠囊用完前將病毒全部消滅就算達成關卡。

## 開發
2019年2月1日，任天堂首度對外公開《瑪利歐醫生》手機遊戲新作《瑪利歐醫生世界》的消息。同時稱本作與LINE Corporation和NHN Entertainment共同合作開發，預計在同年的夏季上市。任天堂表示，將持續推出獨特的娛樂產品，並將「瑪利歐」等角色推向全球，並希望藉由手機遊戲業務提升更多玩家接觸任天堂旗下IP的機會。
2019年6月18日，任天堂正式公布合作的上市日為同年的7月10日，並同時在App Store及Google Play的商店頁面上開放事前登錄。
2021年7月28日，任天堂宣布於遊戲在2021年11月1日下午2時（UTC+08:00）結束營運。

## 引用
1. 1 2  . 巴哈姆特電玩資訊站.   [2019-06-18]. （原始内容存档于2019-06-18）.
2. ↑  . 瑪利歐醫生世界.   [2019-06-18]. （原始内容存档于2019-06-18） （中文（臺灣））.
3. ↑  . 任天堂ホームページ.   [2019-06-18]. （原始内容存档于2019-06-29）.
4. ↑  株式会社インプレス. . GAME Watch. 2019-02-01  [2019-06-18]. （原始内容存档于2019-07-05） （日语）.
5. ↑  . Nintendo Co., Ltd.   [2019-06-18] （英语）.[]

## 外部連結
- 官方网站：繁體中文、日文、英文